# Styringomyia sinensis
Styringomyia sinensis är en tvåvingeart som beskrevs av Alexander 1930. Styringomyia sinensis ingår i släktet Styringomyia och familjen småharkrankar. Inga underarter finns listade i Catalogue of Life.